# Duygu Çete
Duygu Çete (Gümüşhane, 19 de abril de 1989) es una deportista turca que compitió en judo adaptado. Ganó una medalla de bronce en los Juegos Paralímpicos de Londres 2012 en la categoría de –57 kg.

## Palmarés internacional
| Juegos Paralímpicos | Juegos Paralímpicos   | Juegos Paralímpicos | Juegos Paralímpicos |
| Año                 | Lugar                 | Medalla             | Categoría           |
| ------------------- | --------------------- | ------------------- | ------------------- |
| 2012                | Londres (Reino Unido) | Medalla de bronce   | –57 kg              |